# St. Hubertus (Urb)

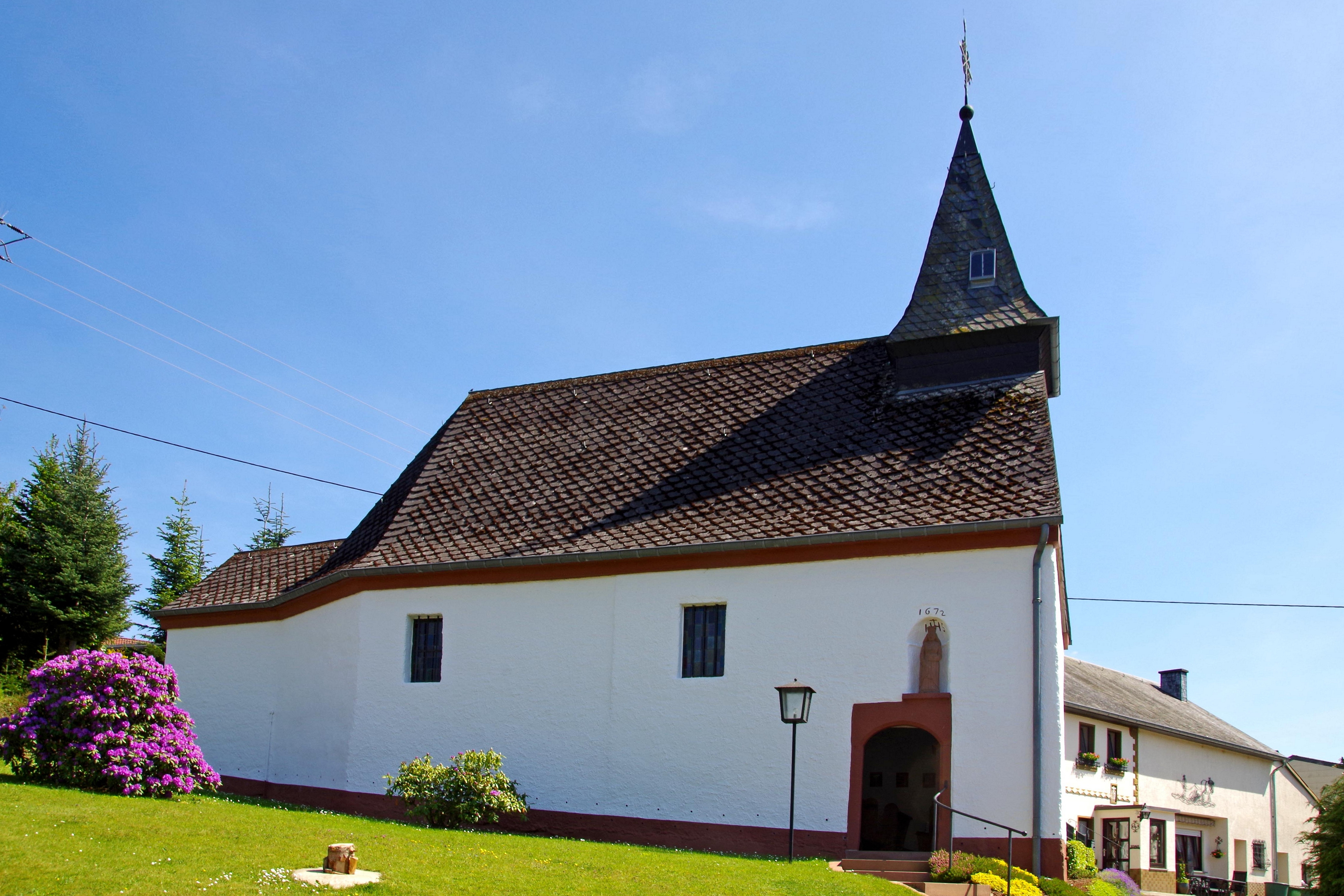
St. Hubertus (Urb)

Die Kapelle St. Hubertus ist die römisch-katholische Filialkirche in Urb, Ortsteil von Winterspelt, im Eifelkreis Bitburg-Prüm in Rheinland-Pfalz. Die Kirche gehört zur Pfarrei Winterspelt in der Pfarreiengemeinschaft Bleialf im Dekanat St. Willibrord Westeifel im Bistum Trier.

## Geschichte

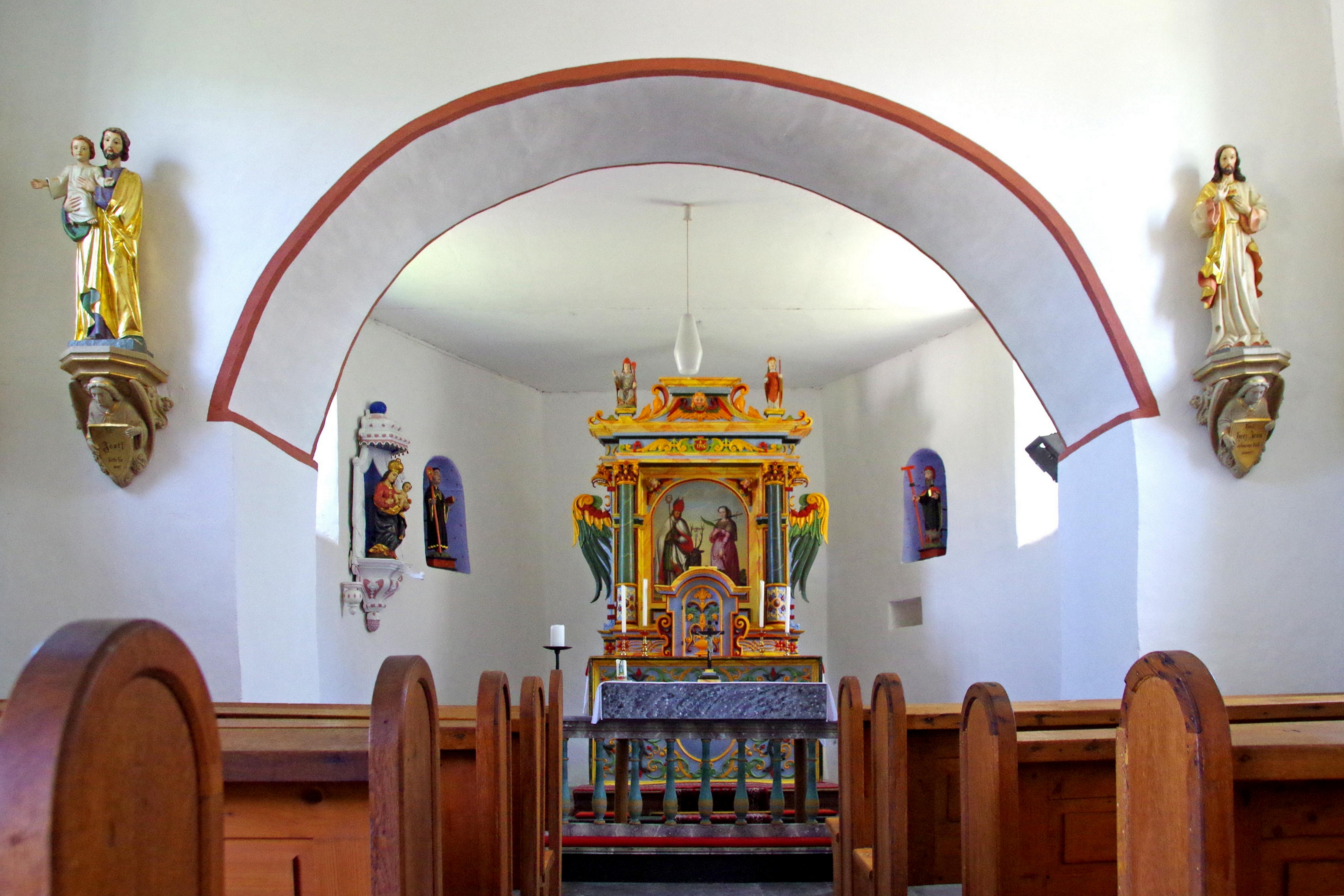
St. Hubertus (Urb)

Die Kapelle stammt aus dem 17. Jahrhundert (Chorraum 1603, Schiff mit Dachreiter 1672). Die Kirche ist zu Ehren des heiligen Hubertus von Lüttich geweiht.

## Ausstattung
Bemerkenswert ist der Hochaltar von 1629 mit dem Bild von Hubertus und Lucia vom Berg und den Figuren von Nikolaus von Myra und Eligius von Noyon. In Wandnischen stehen Antonius der Große und Bernhard von Clairvaux. In der im 18. Jahrhundert hinzugefügten kleinen Sakristei befindet sich ein Steinrelief: Hubertus kniet vor dem Hirsch, der ein Kreuz im Geweih trägt. Über dem Kapelleneingang steht eine Sandsteinfigur von Lucia.